# 内燃機関

内燃機関の例（4ストロークエンジン）
(1)吸入
(2)圧縮
(3)燃焼・膨張
(4)排気

内燃機関（ないねんきかん）とは、シリンダーなど機関内においてガソリンなどの燃料を燃焼させ、それによって発生した燃焼ガスを用いて直接に機械仕事を得る原動機をいう。内燃機関では燃焼ガスを直接作動流体として用いて、その熱エネルギーによって仕事をする。これに対して、蒸気タービンのように燃焼ガスと作動流体がまったく異なる原動機を外燃機関という。
内燃機関はインターナル・コンバスチョン・エンジン（internal combustion engine, ICE）の訳語であり、内部（インターナル）で燃料を燃焼（コンバスチョン）させて動力を取り出す機関（エンジン）である。「機関」も「エンジン」も、複雑な機構を持つ装置という意味を持つが、ここでは発動機という意味である。
なお、動力を取り出すことが目的の内燃機関ではあるが、特殊な用途としてパルスジェットによるフロンガスの分解や4サイクル機関による天然ガスの改質などが研究された。

## 動作概要と原理

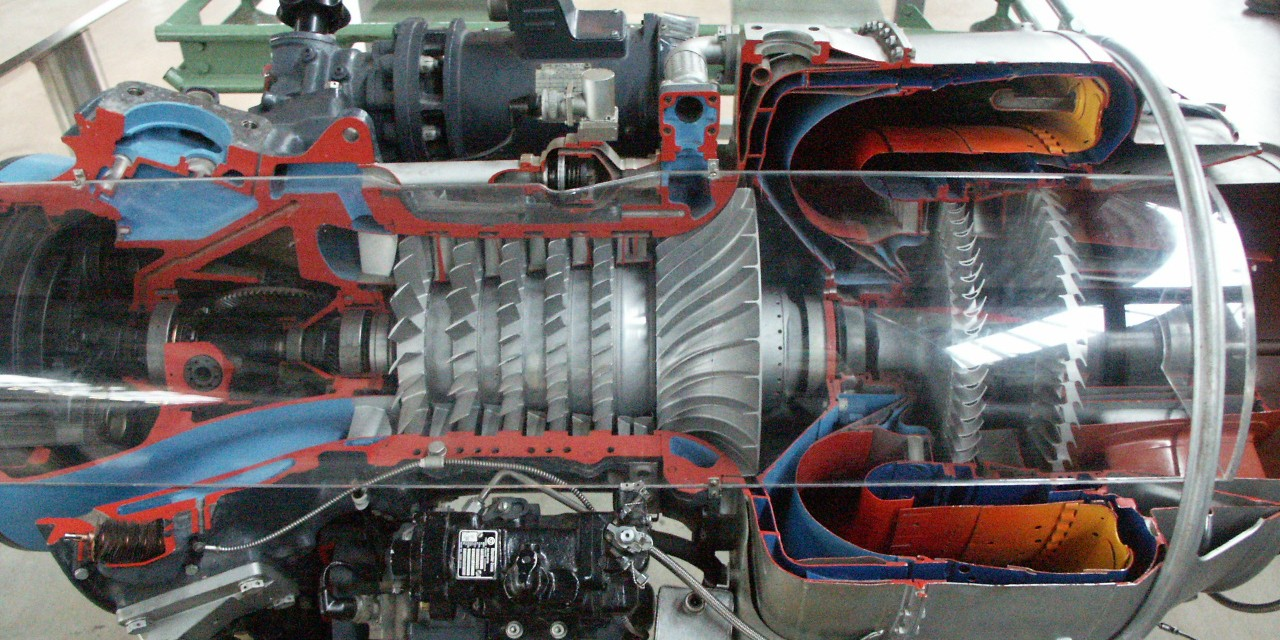
航空機用ガスタービンエンジンのカットモデル。右側のタービンの上下に見える空洞部が燃焼器。中央は圧縮機。

内燃機関は熱エネルギーを機械エネルギーに変換する熱機関の一種であり、レシプロエンジン（ピストンエンジン）やロータリーエンジン(ヴァンケルエンジン)といった容積型内燃機関とガスタービンエンジンやジェットエンジンなどの速度型内燃機関に分けられる。
容積型内燃機関とは、燃焼ガスの容積変化(膨張)を利用するもので、クランク機構などにより回転軸出力として機械仕事に転換する内燃機関をいう。レシプロエンジンの場合、シリンダー（気筒）の内部で燃料を燃焼させ、燃焼ガスがピストンを押す力を利用する。このピストンの往復運動をクランクにより回転運動に変換し軸動力を得る。また、ロータリーエンジンの場合は、作動室内での燃焼後のガスの膨張によるローターの公転が、エキセントリックシャフトを回転させて軸動力を得る。
これに対して速度型内燃機関は燃焼ガスの高速の流れを利用するもので、タービン翼車の回転運動等を通じて機械仕事に転換する内燃機関をいう。ガスタービンエンジンの場合、燃焼器で燃料を燃焼させ、燃焼ガスが出力タービンを回転させることで軸動力を得る。軸動力ではなく推力を直接得るために、出力タービンを省き燃焼ガスを一方向に噴出させるとジェットエンジンとなる。
容積型機関は「間欠燃焼」、速度型機関は「連続燃焼」という燃焼形態の違いはあるが（パルスジェットエンジンは間欠燃焼式速度型機関という例外）、ともに燃焼熱により高圧となった燃焼ガスそのものを作動流体とすることは共通する。これに対し蒸気機関などの外燃機関では、機関外部の熱源（燃料の燃焼など）により、燃焼ガスとは別の作動流体（水など）に熱エネルギーを与え、機関により動力を得る。
現代の内燃機関では主に熱効率を高めるために、燃焼には出力の一部を利用して圧縮した空気を使用する。ディーゼルエンジン（レシプロエンジンの一種）のように、原理的に圧縮なしでは動作しない内燃機関もある。
積極的にデトネーションを利用する事で高効率化が期待され、パルス・デトネーション・エンジンの開発が各国で進められている。
内燃機関に限らず、燃焼プロセスを経る装置では、熱効率においてカルノー効率を超えるものは、理論上ありえず、また効率を最大限向上させると出力が殆ど無になる。

### 補足的注意
内燃機関は一般に「燃焼の力で自ら回転を開始する装置」であるかのように誤解される場合があるが、実際には、燃焼そのものには自発的な回転生成能力はなく、エンジンが完全停止（エンスト）している状態では、燃料供給・点火が成り立たないので始動は不可能である。
それに対して、外燃機関（例：蒸気機関）も単独では自己始動できない条件もありうるものの、構造上の工夫（多気筒配置や偏芯軸など）により、自己始動構造を取り得る。
しかし、内燃機関は構造を複数組み合わせたとしても、外部からの初動回転がなければ始動不能であり、「自らの燃焼力だけでは自走できない」という構造的な限界を持つ。この点で、内燃機関は「燃焼によって直接的に回転を生み出す機構」としてではなく、「与えられた回転を燃焼圧で加勢する助力型の機構」として理解する必要があるといえる。

## 歴史

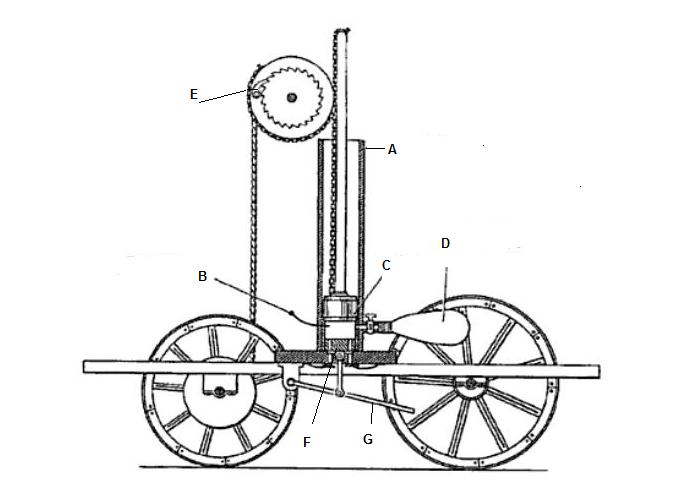
1807年にFrançois Isaac de Rivazによって製造されたcharette of de Rivaz. A:シリンダー, B:点火栓, C:ピストン, D:水素を充填した風船, E:ワンウェイクラッチ, F:給排気弁, G:給排気弁を作動するための取っ手

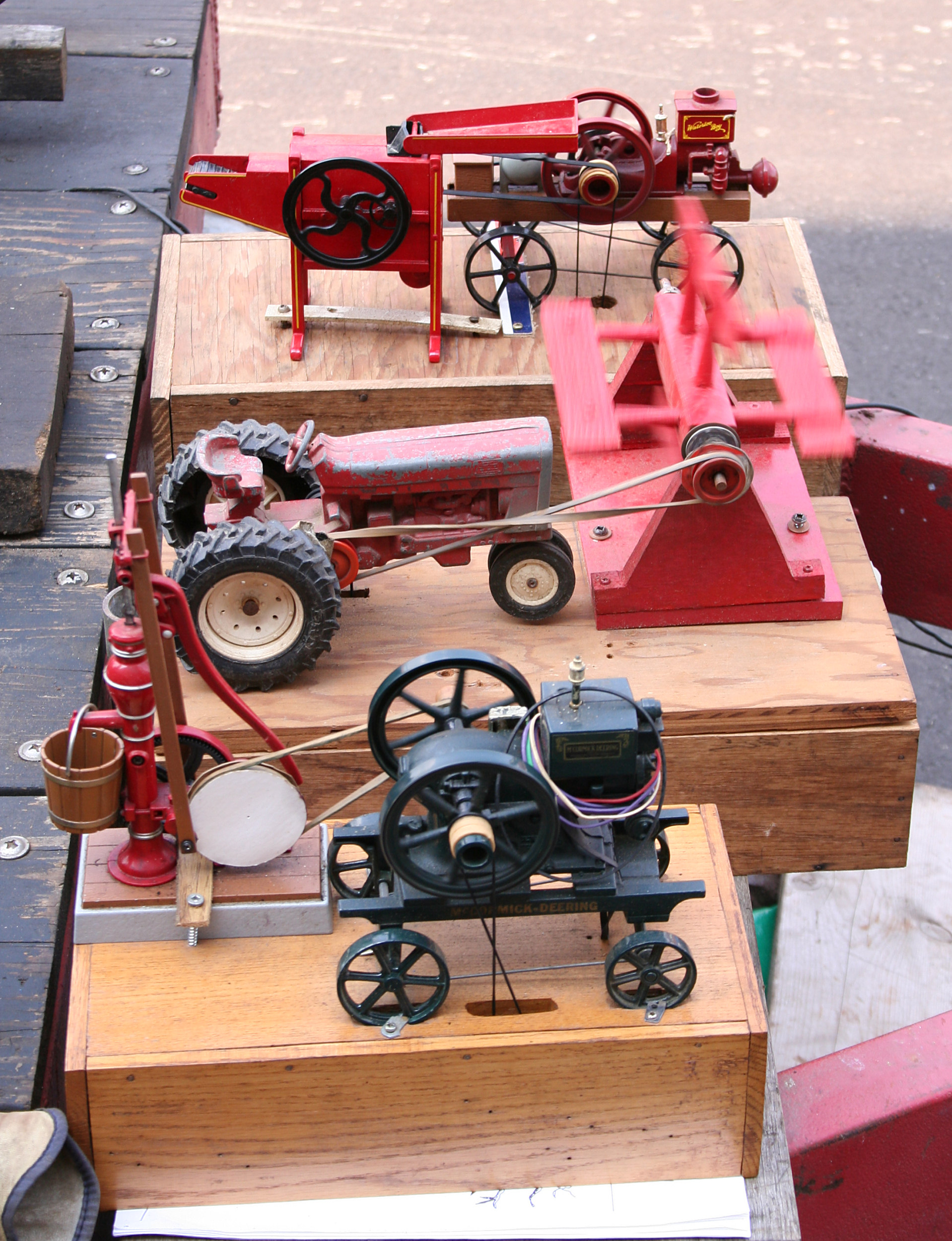
これらの初期の内燃機関は、農業用機械の動力源として使われた。

19世紀より前から様々な内燃機関が発明されてきたが、19世紀に入り都市ガスが普及し始めるとこれを燃料とする内燃レシプロエンジンの開発が活発となった。1860年代には様々な形式のガスエンジンが定置式の産業用原動機として普及し始め、ニコラウス・オットーらの4ストローク機関により完成の域に達した。同じ頃石油の採掘と精製が産業として確立し、ガスエンジンをガソリンで運転する試みが始められたが、ガソリンを継続的に気化する仕組みの開発がネックとなり、ガソリンエンジンの実用化はガスエンジンに多少遅れている。さらに少し遅れて、これら予混合燃焼の機関とは別のアプローチからディーゼルエンジンが発明された。
貯蔵と運搬が容易な液体燃料を使用する内燃機関の登場は、自動車の商業実用化や飛行機の発明を可能にし、特に輸送の分野に大きな発展をもたらした。
- 13世紀: 内燃機関の一種であるロケットエンジンが中国、モンゴル、アラブなどで使われていた[8]。
- 1509年: レオナルド・ダ・ヴィンチが無圧縮式内燃機関についての記述を残している。
- 1673年: クリスティアーン・ホイヘンスが無圧縮式内燃機関についての記述を残している。
- 17世紀: イングランドの発明家サミュエル・モーランドが、火薬の燃焼力で動作するポンプを発明。世界初の原始的なピストンエンジン。
- 1780年代: アレッサンドロ・ボルタが電気銃という玩具を製作[9]。電気火花で空気と水素の混合気体を燃焼させ、銃の先端に詰めたコルクを発射するもの。
- 1791年: ジョン・バーバーがイギリスで特許（第1833号、A Method for Rising Inflammable Air for the Purposes of Producing Motion and Facilitating Metallurgical Operations）を取得。その中でタービンを解説している。
- 1794年: Robert Streetが非圧縮機関を製造。同様に最初の液体燃料を使用する内燃機関も製造した。同年、Thomas Meadがガス機関の特許を取得。
- 1798年: ティープー・スルタン（インドのマイソール国王）が、鉄製のロケットを使いイギリス軍を攻撃。同年、ジョン・スティーブンスが複動式内燃機関を製造。
- 1801年: フィリップ・ルボンが2ストロークガスエンジンの特許を取得。
- 1807年: スイス人技師 François Isaac de Rivaz が水素と酸素の混合気体を燃料とした内燃機関を製作[10]。
- 1823年: Samuel Brown が産業の動力源として使える世界初の内燃機関の特許を取得。無圧縮式で当時既に古臭くなっていたサイクル "Leonardo cycle" を使っていた。
- 1824年: フランスの物理学者サディ・カルノーが理想的熱機関の熱力学理論を確立。この理論から、温度差を大きくするには圧縮が必要であることが科学的に裏付けられた。
- 1826年4月1日: アメリカのサミュエル・モーリーがガス作動の内燃機関で特許を取得。
- 1833年: イギリスのLemuel Wellman Wrightが水冷式複動式ガスエンジンの特許を取得。
- 1838年: イギリス人のウィリアム・バーネットが特許を取得。その中で初めてシリンダー内での圧縮が示唆された。
- 1854年: イタリア人 Eugenio Barsanti と Felice Matteucci が、高効率で実動する世界初のフリーピストン機関の特許（特許番号1072）を取得したが、生産には至らなかった。
- 1856年: フィレンツェの企業 Fonderia del Pignone（現在はゼネラル・エレクトリックの子会社 Nuovo Pignone となっている）で、Pietro Benini が Barsanti-Matteucci 式の内燃機関の実動プロトタイプを製作（5馬力）。その後も単気筒や2気筒のエンジンを製造し、蒸気機関の代替として販売した。
- 1859年: フランスのジャン＝ジョゼフ・エティエンヌ・ルノアール (1822–1900) がルノアール・エンジンを開発。外見や構造は蒸気機関とよく似ていて、蒸気の代わりに燃焼ガスを使ったものと言える[11]。大量生産された世界初の内燃機関となった。ルノアールは、表面気化器を用いてガソリンを燃料とする試みもしている。
- 1862年: 1月16日にフランスの技術者アルフォンス・ボー・ドゥ・ロシャスが4ストロークエンジンの特許を取得（フランス特許 #52,593）概念のみで実物は製造されていない[12]。同年、ドイツの発明家ニコラウス・オットーが照明用ガスを燃料とする内燃機関を設計し、オイゲン・ランゲンから資金援助を得ることに成功。
- 1864年: オットーはエンジンの製造に成功。
- 1867年: オットーとランゲンのフリーピストン機関が、パリ万博で金賞を受賞。
- 1870年: ウィーンのジークフリート・マルクスが、初めて荷車にガソリンエンジンを搭載。
- 1876年: ニコラウス・オットーはゴットリープ・ダイムラーおよびヴィルヘルム・マイバッハと共に実用的な4ストローク機関を開発。しかしドイツの法廷は、シリンダー内で圧縮する内燃機関全般だけでなく4ストローク機関についても特許を与えなかった。これ以降、シリンダー内での圧縮が一般化する。
- 1877年: Matteucciは、オットーのエンジンは自分とBarsantiの発案したものであると主張している。
- 1878年: スコットランド生まれのデュガルド・クラーク（英語版）がクラーク式2ストロークエンジンを製作。1881年に英国特許を取得。オットー型4ストローク機関と競合する売れ行きを見せた。

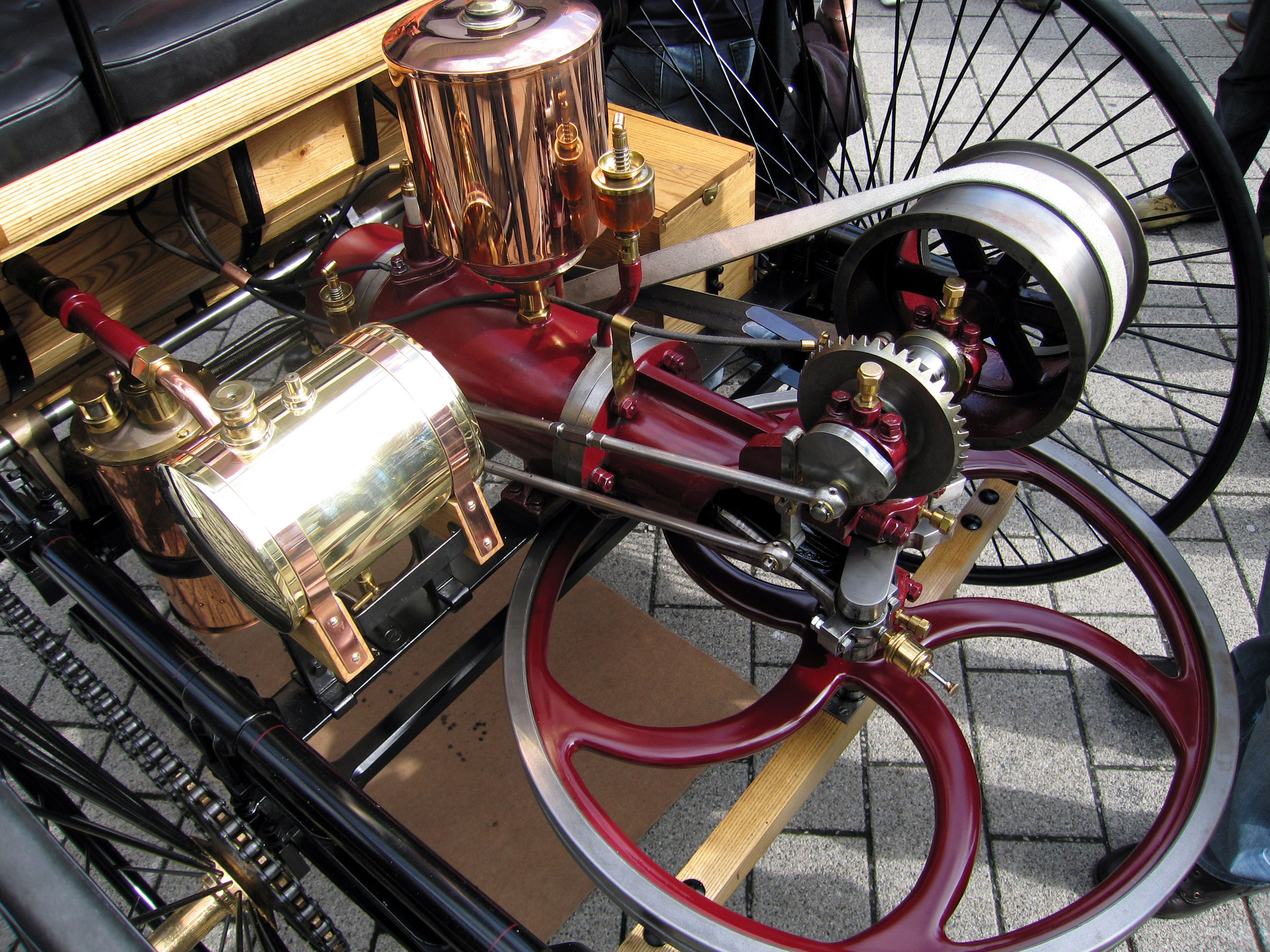
カール・ベンツが1886年1月29日に取得した自動車の特許の中核部をなす内燃機関のレプリカ

- カール・ベンツが1886年1月29日に取得した自動車の特許の中核部をなす内燃機関のレプリカ 1879年: カール・ベンツは、高信頼の2ストロークガスエンジンの特許を取得。これはオットーの4ストローク機関の設計に着想を得たものである。
- 1882年: ジェームズ・アトキンソンがアトキンソンサイクルの内燃機関を発明。
- 1883年: ゴットリープ・ダイムラーが霧吹き型のキャブレターを備えた4ストロークガソリンエンジンを発明。1885年に特許取得。
- 1885年: ゴットリープ・ダイムラーが二輪車にガソリンエンジンを取り付けた車Reitwagenを製作。一方、カール・ベンツは独自の4ストロークガソリンエンジンを搭載した三輪自動車を製作。翌1886年に特許取得しベンツ・パテント・モトールヴァーゲン（en:Benz Patent Motorwagen）と名付けた。
- 1887年: グスタフ・ド・ラバルがドラバル・ノズルを考案。
- 1889年: ロンドン生まれのジョゼフ・デイ (Joseph Day) が現在よく知られている形のシンプルな2ストローク・ガソリンエンジンを発明した。
- 1891年: Herbert Akroyd Stuart は独自の内燃機関であるグローエンジン（焼玉エンジン）を開発し、その製造権をイギリスのHornsbyにリースした。世界初の低温で点火可能な圧縮点火内燃機関である。翌年、ポンプ場に最初の装置を設置した。また同年、試験的に高圧版を作り、圧縮だけで発火する状態を作ることに成功。
- 1892年: ルドルフ・ディーゼルがカルノーサイクル式エンジンの特許を取得[13]。
- 1893年 2月23日: ルドルフ・ディーゼルがディーゼルエンジンの特許を取得。
- 1896年: カール・ベンツが水平対向エンジンを発明。ピストンの動きによる振動を抑える効果がある。
- 1900年: ディーゼルがピーナッツ油を燃料としたディーゼルエンジンをパリ万博に出展。
- 1903年: コンスタンチン・ツィオルコフスキーが宇宙に到達可能なロケットについての一連の論文を発表し始めた。エギディアス・エリング が遠心式圧縮機を使った世界初の実動するガスタービンを製作。
- 1908年: René Lorin がラムジェットエンジンの特許を取得。
- 1910年: アンリ・コアンダが世界初のジェット推進の航空機コアンダ=1910を製作。ただし、実際にジェットエンジンで飛行することはなかった。
- 1921年: Maxime Guillaume が軸流式ガスタービンエンジンの特許を取得。圧縮機とタービンを多段式にし、1つだけ大きな燃焼室があるという構成だった。
- 1923年: アメリカ国立標準局の Edgar Buckingham がジェットエンジンは効率が低く現実的でないという報告を発表。特にピストンエンジンに比べて5倍の燃料を消費するとしていた[14]。
- 1924年: ベンツ社が初のトラック用ディーゼルエンジンの特許を取得。
- 1925年: スウェーデンの技術者 Jonas Hesselman が世界初のガソリン直噴エンジンを開発[15][16]。
- 1926年: Alan Arnold Griffith は重要な論文 Aerodynamic Theory of Turbine Design を発表。これによってそれまで実現が疑問視されていたジェットエンジンが注目されるようになった。その中で、これまでの圧縮機は飛行には不向きで、ブレードを翼型に設計変更すべきだとし、実用的エンジンが製造可能であることを数学的に示すと共にターボプロップエンジンの構築法を解説した。同年、ロバート・ゴダードが世界初の液体燃料ロケットを打ち上げた。
- 1929年: フランク・ホイットルがジェットエンジンに関する論文を発表。
- 1930年: ホイットルが遠心圧縮式のジェットエンジンの特許を取得。
- 1936年: フランスの技術者 René Leduc が René Lorin のラムジェットエンジンを独自に再発明し、実験に世界で初めて成功。
- 1937年3月: 遠心式ターボジェットエンジン ハインケル HeS 1 の試験が行われた。
- 1939年8月27日: HeS 3bターボジェットエンジンを搭載したハインケルHe178が、世界初のジェットエンジンによる飛行に成功。
- 1957年: フェリクス・ヴァンケルが製作したロータリーエンジン試作機 DKM 54 が世界で初めて動作。

## 内燃機関の種類
容積型
- レシプロエンジン
  - ガソリンエンジン
    - 6ストローク機関
    - 4ストローク機関
    - 2ストローク機関

  - ガソリン直噴エンジン
  - ディーゼルエンジン
    - 4ストローク機関
    - 2ストローク機関

  - 水素燃料エンジン
- ロータリーエンジン
  - 水素ロータリーエンジン

※オートバイ用エンジンも参照。
速度型
- ガスタービンエンジン
  - ターボシャフトエンジン
- ジェットエンジン
  - ターボジェットエンジン
  - ターボファンエンジン
    - プロップファンエンジン
    - ギヤードターボファンエンジン

  - ターボプロップエンジン
  - ラムジェットエンジン
    - ターボ・ラムジェットエンジン
 （高バイパス比ターボジェット）
    - スクラムジェットエンジン

  - パルスジェットエンジン
  - モータージェットエンジン
- ロケットエンジン
 （化学ロケットエンジンが該当）
  - 固体燃料ロケットエンジン
  - 液体燃料ロケットエンジン

※航空用エンジンも参照